# Christian Gottfried Carstens
Christian Gottfried Carstens var en slesvigsk embedsmand, bror til Adolph Gotthard og Friedrich Carstens.
Han var søn af konferensråd Nicolai Gotthard Carstens og Justina Christine født von Johnn. Han var landkansler i Hertugdømmerne og medlem af Overretten på Gottorp Slot. 1774 blev han konferensråd.